# Nekrolog 1691
Nekrolog
◄◄
| ◄
| 1687
| 1688
| 1689
| 1690
| 1691 | 1692 | 1693 | 1694 | 1695 | ► | ►►
Weitere Ereignisse | Allgemeiner Nekrolog 1691
Die Beschreibung der verstorbenen Person sollte so kurz wie möglich gehalten sein und nur deren signifikante Tätigkeit(en) enthalten.
Neue Namen ggf. auch unter dem Geburts- und Sterbedatum, also etwa unter 1. Januar und im Geburts- und Sterbejahr (2024) eintragen (nur bei entsprechender großer Wichtigkeit). Für Beispiele siehe die schon vorhandenen Artikel.
Außerdem über die fünf zuletzt Verstorbenen, zu denen es einen ausreichend guten Artikel für eine Präsentation auf der Hauptseite gibt, nach der todesbedingten Überarbeitung der Artikel ggf. auch unter Wikipedia Diskussion:Hauptseite informieren und sie am besten auch in den anderen Wikipedia-Sprachversionen eintragen. Tipp: Regelmäßig bei news.google.de nach „ist tot“, „gestorben“ oder „verstorben“ suchen.
Wenn eine Person gestorben ist, gibt es viele Seiten zu dieser Person in der Wikipedia, die davon auch betroffen sind und entsprechend aktualisiert werden müssen. Beispiele: Namenübersichtsseite, Geburtsjahr, Geburtsort-Seiten und viele mehr.
Wie finde ich die betroffenen Seiten?
Im Suchfeld auf der linken Seite gibt man den Suchbegriff so ein: „Vorname Nachname“. Dann klickt man auf Volltext und alle Seiten mit entsprechendem Suchtext werden aufgerufen. Hier sieht man dann schnell, wo auch das Todesjahr Sinn macht oder sogar ein Teil des Artikels angepasst werden muss. Auch hilft das „Werkzeug“ auf der linken Seite sehr gut, um solche Seiten aufzufinden: „Links auf diese Seite“. Somit ist die Wikipedia wieder aktuell in allen Bereichen! Hinweis: bei Eintragung der Kategorie „Gestorben JAHR“ wird der Missbrauchsfilter 49 ausgelöst, was jedoch nicht schlimm ist. Siehe: Spezial:Missbrauchsfilter/49
Dies ist eine Liste von im Jahr 1691 verstorbenen bekannten Persönlichkeiten. Die Einträge erfolgen innerhalb der einzelnen Daten alphabetisch sortiert. Tiere sind im Nekrolog für Tiere zu finden.

## Januar
| Tag        | Name                          | Beruf, bekannt als               | Alter | Beleg |
| ---------- | ----------------------------- | -------------------------------- | ----- | ----- |
| 1. Januar  | Plazidus I. Büchs             | deutscher Benediktinerabt        | 63    |       |
| 9. Januar  | Gabriel Clauder               | deutscher Arzt und Alchemist     | 57    |       |
| 10. Januar | Wolf Caspar von Klengel       | kursächsischer Baumeister        | 60    |       |
| 13. Januar | George Fox                    | Gründervater der Quäker          | 66    |       |
| 17. Januar | Richard Lower                 | englischer Mediziner             |       |       |
| 19. Januar | Giacinto Brandi               | italienischer Maler              | 69    |       |
| 20. Januar | Achilles Kern                 | deutscher Bildhauer              | 83    |       |
| 23. Januar | Wilhelm Moritz                | Fürst zu Nassau-Siegen           | 42    |       |
| Januar     | Charles North, 5. Baron North | englischer Adliger und Politiker | 55    |       |

## Februar
| Tag         | Name                        | Beruf, bekannt als                                                | Alter | Beleg |
| ----------- | --------------------------- | ----------------------------------------------------------------- | ----- | ----- |
| 1. Februar  | Alexander VIII.             | Papst (1689–1691)                                                 | 80    |       |
| 4. Februar  | Paul Ammann                 | deutscher Mediziner und Botaniker                                 | 56    |       |
| 7. Februar  | Nguyễn Phúc Trăn            | Fünfter Nguyễn-Fürst                                              | 41    |       |
| 8. Februar  | Carlo Rainaldi              | italienischer Architekt und Komponist des Barock                  | 79    |       |
| 12. Februar | Lorenz von der Auferstehung | französischer Karmelit (Laienbruder)                              |       |       |
| 17. Februar | Johann Henrich Voigt        | deutscher Mathematiker, Astronom und Kalenderschreiber            | 77    |       |
| 21. Februar | Antonio Bichi               | italienischer Kardinal der Römischen Kirche und Bischof von Osimo | 76    |       |

## März
| Tag      | Name                                      | Beruf, bekannt als                                                                | Alter | Beleg |
| -------- | ----------------------------------------- | --------------------------------------------------------------------------------- | ----- | ----- |
| 5. März  | Joachim Wilhelm Marschall von Bieberstein | Hochfürstlicher Sächsisch-Merseburgischer Rat, Hofmeister und Obersteuereinnehmer | 64    |       |
| 5. März  | Jean-Jacques Renouard de Villayer         | französischer Jurist und Postpionier                                              | 83    |       |
| 5. März  | Mathias Sturmberger                       | österreichischer Bildhauer                                                        |       |       |
| 15. März | Anna Salome von Manderscheid-Blankenheim  | Äbtissin des Frauenstifts Thorn, Äbtissin des Frauenstifts Essen                  | 62    |       |
| 11. März | Giulio Spinola                            | italienischer Erzbischof und Kardinal                                             | 78    |       |
| 18. März | Johann Heinrich Mundt                     | tschechischer Orgelbauer deutscher Herkunft                                       | 58    |       |
| 25. März | Johann Jacob Gantesweiler                 | deutscher Theologe und Hochschullehrer                                            | 59    |       |
| 28. März | Philipp Jakob Baudrexel                   | deutscher Theologe und Komponist                                                  | 63    |       |

## April
| Tag       | Name                          | Beruf, bekannt als                                      | Alter | Beleg |
| --------- | ----------------------------- | ------------------------------------------------------- | ----- | ----- |
| 3. April  | Jean Petitot                  | Schweizer Maler                                         | 83    |       |
| 12. April | Daniel Christoph Beckher      | deutscher Mediziner                                     | 33    |       |
| 13. April | Thomas Bromley                | englischer Mystiker                                     | 62    |       |
| 13. April | Melchor de Navarra y Rocafull | Vizekönig von Peru                                      |       |       |
| 15. April | Joachim Feller                | deutscher Historiker, Bibliothekar, Polyhistor          | 52    |       |
| 16. April | Johann Heinrich Kydt          | Schweizer römisch-katholischer Geistlicher und Autor    | 57    |       |
| 22. April | Raimondo Capizucchi           | italienischer Dominikaner und Kardinal                  | 75    |       |
| 23. April | Jean-Henri d’Anglebert        | französischer Komponist, Cembalist und Organist         |       |       |
| 29. April | Paul de Sorbait               | österreichischer Mediziner, Rektor der Universität Wien |       |       |
| 29. April | Kaspar Stockalper             | Schweizer Unternehmer und Politiker                     | 81    |       |
| April     | Charles François d’Angennes   | französischer Adliger, Marquis von Maintenon            | 42    |       |

## Mai
| Tag     | Name                          | Beruf, bekannt als | Alter | Beleg |
| ------- | ----------------------------- | --- | ----- | ----- |
| 2. Mai  | Konstantin Ziegra             | deutscher Physiker und lutherischer Theologe                                                                                    |       |       |
| 4. Mai  | Johann Friedrich von Printzen | kurbrandenburger Generalmajor, Chef eines Reiter-Regiments, Amtshauptmann von Spandau und Erbherr von Jerichow und Alten-Platow |       |       |
| 4. Mai  | Pierre Borjon de Scellery     | französischer Jurist und Komponist                                                                                              | 58    |       |
| 7. Mai  | Friedrich von Vietinghoff     | dänischer Hofmeister, Träger des Dannebrogordens und Landrat der Herrschaft Pinneberg                                           | 67    |       |
| 15. Mai | Conrad Vogt                   | deutscher Dichter | 56    |       |
| 17. Mai | Jakob Leisler                 | deutschstämmiger amerikanischer Kolonialist                                                                                     |       |       |
| 23. Mai | Adrien Auzout                 | französischer Physiker und Astronom                                                                                             | 69    |       |
| 26. Mai | Georg Raumer                  | deutscher evangelischer Theologe, Hofprediger, Superintendent und Konsistorialrat von Dessau                                    | 80    |       |
| 29. Mai | Cornelis Tromp                | niederländischer Marineoffizier                                                                                                 | 61    |       |
| Mai     | Hans Gottlieb von Gemmingen   | kurmainzischer Forstbeamter und Grundherr in Bürg                                                                               |       |       |

## Juni
| Tag      | Name                           | Beruf, bekannt als                                             | Alter | Beleg |
| -------- | ------------------------------ | -------------------------------------------------------------- | ----- | ----- |
| 6. Juni  | Zacharias Conrad von Uffenbach | Jurist und Jüngerer Bürgermeister in der Reichsstadt Frankfurt | 52    |       |
| 7. Juni  | Gregor Brandmüller             | Schweizer Maler                                                | 29    |       |
| 9. Juni  | Johann Heinrich Lavater        | Schweizer Arzt und Naturforscher                               |       |       |
| 23. Juni | Süleyman II.                   | Sultan des Osmanischen Reiches (1687–1691)                     | 49    |       |

## Juli
| Tag      | Name                                  | Beruf, bekannt als                                            | Alter | Beleg |
| -------- | ------------------------------------- | ------------------------------------------------------------- | ----- | ----- |
| 2. Juli  | Salome Burckhardt-Schönauer           | Schweizer Ehefrau des Oberstzunftmeister Christoph Burckhardt |       |       |
| 2. Juli  | Marc’Antonio Pasqualini               | italienischer Sänger, Kastrat und Komponist                   | 77    |       |
| 10. Juli | Giacinto Platania                     | italienischer Maler                                           | 78    |       |
| 13. Juli | Johann Georg Wilke                    | deutscher Pädagoge                                            | 60    |       |
| 16. Juli | François Michel Le Tellier de Louvois | französischer Staatsmann und Kriegsminister                   | 50    |       |
| 17. Juli | Heinrich Ammersbach                   | deutscher evangelischer Geistlicher und Schriftsteller        |       |       |
| 21. Juli | Michael Sennert                       | deutscher Mediziner                                           | 75    |       |
| 22. Juli | Charles Chalmont, Marquis de St. Ruth | französischer General                                         |       |       |
| 23. Juli | Henry Sloughter                       | Gouverneur der englischen Kolonie New York                    |       |       |
| 30. Juli | Daniel Georg Morhof                   | deutscher Literaturhistoriker und Polyhistor                  | 52    |       |

## August
| Tag        | Name                                  | Beruf, bekannt als                                                  | Alter | Beleg |
| ---------- | ------------------------------------- | ------------------------------------------------------------------- | ----- | ----- |
| 1. August  | Marie de Hautefort                    | Vertraute des französischen Königs Ludwigs XIII.                    |       |       |
| 2. August  | Friedrich I.                          | Herzog von Sachsen-Gotha und Altenburg (1675–1691)                  | 45    |       |
| 11. August | Nicolaes van Verendael                | flämischer Maler                                                    |       |       |
| 12. August | Johann Friedrich Mieg                 | deutscher Theologe                                                  | 49    |       |
| 14. August | Richard Talbot, 1. Earl of Tyrconnell | irischer katholisch-royalistischer Adeliger, Lord Deputy of Ireland |       |       |
| 18. August | Johann Friedrich von Wolffersdorff    | deutscher Adeliger, sachsen-weimarscher Hofrat und Kammerdirektor   | 52    |       |
| 19. August | Köprülü Fazıl Mustafa Pascha          | Großwesir des Osmanischen Reiches                                   |       |       |
| 19. August | Adam Zrinski                          | kroatischer Adliger und Offizier der Österreichischen Reichsarmee   | 28    |       |
| 22. August | Georg Green                           | deutscher lutherischer Theologe, Poet und Historiker                | 55    |       |
| 25. August | Friedrich Wilhelm Leyser              | deutscher evangelischer Theologe und Domprediger in Magdeburg       | 68    |       |
| 25. August | Philipp Karl Franz                    | Herzog von Arenberg und kaiserlicher Oberstfeldwachtmeister         | 28    |       |
| 31. August | Johann Heinrich von Dünewald          | österreichischer General der Kavallerie                             | 74    |       |

## September
| Tag           | Name                                 | Beruf, bekannt als                                                                   | Alter | Beleg |
| ------------- | ------------------------------------ | ------------------------------------------------------------------------------------ | ----- | ----- |
| 4. September  | Anna Heller                          | Opfer der Hexenverfolgung                                                            | 60    |       |
| 6. September  | Burkhardt von Berlepsch              | deutscher Jurist und Verwaltungsbeamter                                              |       |       |
| 7. September  | Georg Conrad Bergius                 | deutscher reformierter Theologe und Hofprediger in Brandenburg-Preußen               | 67    |       |
| 10. September | Erich Mauritius                      | deutscher Rechtswissenschaftler                                                      | 60    |       |
| 10. September | Edward Pococke                       | britischer Orientalist und Theologe                                                  | 86    |       |
| 16. September | Georg Conrad Jung                    | deutscher Drucker, Maler, Kupferstecher, Geograph und Kartograph                     |       |       |
| 19. September | François d’Aubusson de La Feuillade  | französischer Adliger und Militär, Gouverneur der Dauphiné, Marschall von Frankreich | 60    |       |
| 22. September | Johann Georg III.                    | Kurfürst von Sachsen                                                                 | 44    |       |
| 26. September | Laurentius Scipio                    | Abt des Zisterzienserklosters Ossegg                                                 | 79    |       |
| 27. September | Gustav Adolf von der Schulenburg     | kurbrandenburgischer Geheimrat, Kammerpräsident und Erbherr auf Emden                | 58    |       |
| 28. September | Johannes Fatio                       | Arzt, Oppositioneller                                                                | 42    |       |
| 28. September | Hans Konrad Mosis                    | Arzt, Oppositioneller                                                                | 45    |       |
| 29. September | Johann Karl von und zu Franckenstein | Bischof des Bistums Worms                                                            |       |       |
| 29. September | Esaias Hickmann                      | deutscher Jurist und Komponist                                                       | 52    |       |
| 30. September | Catharina Hooft                      | niederländische Herrin des goldenen Zeitalters                                       | 72    |       |
| September     | Abraham Hondius                      | niederländischer Maler                                                               |       |       |

## Oktober
| Tag         | Name                         | Beruf, bekannt als                                                 | Alter | Beleg |
| ----------- | ---------------------------- | ------------------------------------------------------------------ | ----- | ----- |
| 2. Oktober  | Hermann von Baden-Baden      | Markgraf von Baden-Baden, Feldmarschall und Hofkriegsratspräsident | 62    |       |
| 4. Oktober  | Louis Abelly                 | französischer Bischof und Theologe                                 |       |       |
| 4. Oktober  | Federico Baldeschi Colonna   | Kardinal und Nuntius                                               | 66    |       |
| 6. Oktober  | Johannes Wolfgang von Bodman | Weihbischof von Konstanz                                           | 40    |       |
| 11. Oktober | Israël Silvestre             | französischer Maler und Kupferstecher                              | 70    |       |
| 12. Oktober | Hannibal von Degenfeld       | schwäbischer Heerführer in venezianischen Diensten                 |       |       |
| 14. Oktober | Coelestin Vogl               | deutscher, christlicher Gelehrter und Abt                          | 78    |       |
| 15. Oktober | Johann König                 | deutscher Orgelbauer                                               | 52    |       |
| 18. Oktober | Christian I.                 | Herzog von Sachsen-Merseburg, Fürst aus dem Hause Wettin           | 75    |       |
| 18. Oktober | Joachim Hildebrand           | deutscher lutherischer Theologe                                    | 67    |       |
| 19. Oktober | Isaac de Benserade           | französischer Dichter                                              |       |       |
| 20. Oktober | François-Marie Perrot        | französischer Kolonialgouverneur                                   |       |       |

## November
| Tag          | Name                             | Beruf, bekannt als                        | Alter | Beleg |
| ------------ | -------------------------------- | ----------------------------------------- | ----- | ----- |
| 7. November  | Pieter Cornelisz van Slingelandt | niederländischer Kunstmaler               | 51    |       |
| 15. November | Aelbert Jacobsz. Cuyp            | niederländischer Maler                    | 71    |       |
| 21. November | Jakob IV. Balthasar              | deutscher Theologe                        | 73    |       |
| 23. November | Semuel Abas                      | deutscher Rabbiner, Lehrer und Übersetzer |       |       |

## Dezember
| Tag          | Name                                        | Beruf, bekannt als                                                              | Alter | Beleg |
| ------------ | ------------------------------------------- | ------------------------------------------------------------------------------- | ----- | ----- |
| 8. Dezember  | Richard Baxter                              | englischer puritanischer Pfarrer und Erbauungsschriftsteller                    | 76    |       |
| 12. Dezember | Jakob von Leslie                            | österreichischer Feldmarschall                                                  |       |       |
| 13. Dezember | Johann Grosse                               | deutscher Ratsherr, Buchhändler und Verleger                                    | 58    |       |
| 13. Dezember | Samuel Rachel                               | deutscher Rechtswissenschaftler, Bibliothekar und Diplomat                      | 63    |       |
| 15. Dezember | Heinrich Duising                            | deutscher reformierter Theologe, Philosoph und Hochschullehrer                  | 63    |       |
| 15. Dezember | Hendrik Adriaan van Rheede tot Draakenstein | niederländischer Botaniker                                                      |       |       |
| 20. Dezember | Albert von Caprara                          | italienischer kaiserlicher General und Diplomat der österreichischen Habsburger | 64    |       |
| 22. Dezember | Konrad von Dorne                            | Ratsherr der Hansestadt Lübeck                                                  | 66    |       |

## Datum unbekannt
| Tag                  | Name                       | Beruf, bekannt als                                         | Alter | Beleg |
| -------------------- | -------------------------- | ---------------------------------------------------------- | ----- | ----- |
|                      | Christine von Ahlefeldt    | Oberhofmeisterin und Ministerin der Kurfürstin von Sachsen |       |       |
|                      | João Ferreira de Almeida   | portugiesischer Missionar und Übersetzer                   |       |       |
| 19. August           | Giovanni Baptista Chizzola | kaiserlicher Offizier                                      |       |       |
| Oktober bis Dezember | Miron Costin               | moldauisch-rumänischer Historiker und Politiker            |       |       |
|                      | Jean de Hotteterre         | französischer Drechslermeister und Instrumentenbauer       |       |       |
|                      | Antoine Le Pautre          | französischer Architekt                                    |       |       |
|                      | Johann Georg Reichwein     | deutscher Kapellmeister und Komponist                      |       |       |
|                      | Pedro Ronquillo Briceño    | spanischer Diplomat, Gesandter in England                  |       |       |
|                      | Christoph Daniel Schenck   | deutscher Bildhauer                                        |       |       |
|                      | Joseph Donat Surian        | französischer Arzt und Apotheker                           |       |       |
|                      | Jacques Vaillant           | niederländischer Maler                                     |       |       |
|                      | François Verwilt           | niederländischer Maler                                     |       |       |
|                      | Giovanni Battista Volpe    | italienischer Komponist und Kapellmeister am Markusdom     |       |       |